# 欧雷耶
欧雷耶（法語：Aureille，法語發音：[oʁɛj]）是法国普罗旺斯-阿尔卑斯-蓝色海岸大区罗讷河口省的一个市镇，属于阿尔勒区。

## 地理
欧雷耶（43°42'29"N, 4°56'47"E）面积21.74 平方千米，位于法国普罗旺斯-阿尔卑斯-蓝色海岸大区罗讷河口省，该省份为法国东南部沿海省份，北起沃克吕兹省，西接加尔省，南濒地中海，东临瓦尔省。
与欧雷耶接壤的市镇（或旧市镇、城区）包括：埃加利耶尔、埃吉耶尔、穆里耶斯、圣马丹德克罗。
欧雷耶的时区为UTC+01:00、UTC+02:00（夏令时）。

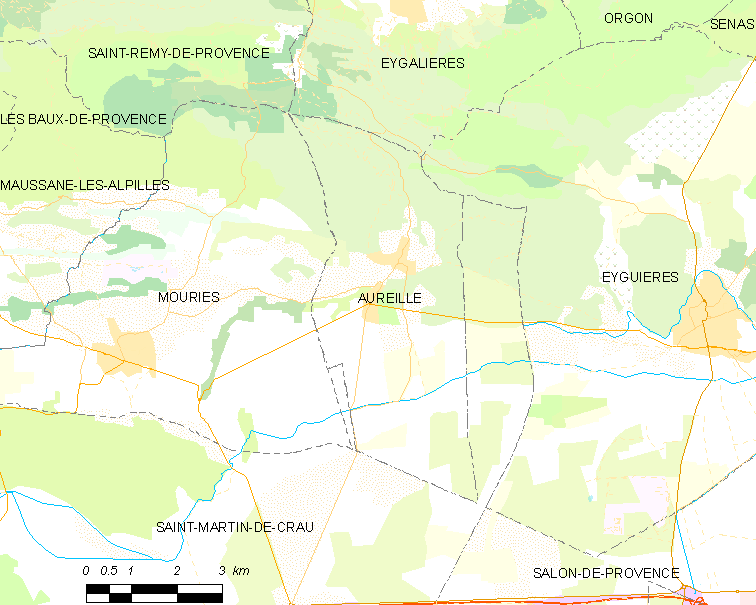
欧雷耶的OSM定位图

## 行政
欧雷耶的邮政编码为13930，INSEE市镇编码为13006。

## 政治
欧雷耶所属的省级选区为普罗旺斯地区萨隆第一县。

## 人口

1962-2008年间欧雷耶人口变化图示

欧雷耶于2022年1月1日时的人口数量为1537人。